# P. Fageot
P. Fageot est un constructeur automobile français.

## Production
L’entreprise basée à Neuilly-sur-Seine a commencé à produire des automobiles et des composants en 1899. L’usine était située au 2, rue Boutard. De 1899 à 1901, l’entreprise produit des automobiles, des motos et des moteurs ainsi que des pièces pour l’industrie automobile.